# Mijat Gaćinović
Mijat Gaćinović (în sârbă Мијат Гаћиновић, pronunțat [mǐjat ɡatɕîːnoʋitɕ]; n. 8 februarie 1995) este un fotbalist albanez și bosniac, care joacă pe post de mijlocaș lateral la AEK Atena în Superliga Greacă. Pe plan internațional, are prezențe la națională pentru Bosnia și Herțegovina U17⁠(d), Serbia U19⁠(d), Serbia U20⁠(d), Serbia U21⁠(d) și Serbia.

## Cariera pe echipe

### Voivodina
Gaćinović s-a născut la Novi Sad, în timp ce tatăl său Vladimir a jucat pentru FK Bečej. Familia sa este din Trebinje, unde Gaćinović s-a întors când tatăl său s-a retras din activitate. A început să joace fotbal la Leotar, înainte de a se alătura Academiei de tineret a Voivodinei. El a debutat la prima echipă sub conducerea lui Nebojša Vignjević pe 19 martie 2013, intrând de pe bancă în locul lui Miroslav Vulićević într-o victorie scor 3-0 pe teren propriu asupra lui Donji Srem. La 18 mai 2013, Gaćinović a marcat primul său gol în deplasare într-o victorie scor 3-2 în campionat cu Radnički Niš.
A devenit titular și a ajutat-o pe Vojvodina să câștige Cupa Serbiei 2013-2014 în anul în care echipa sărbătorea o sută de ani de la înființare. El a fost numit căpitanul echipei la începutul anului 2015, devenind golgheter în sezonul 2014-2015 cu 11 goluri.

### Eintracht Frankfurt
În vara anului 2015, Gaćinović s-a mutat în Germania și a semnat cu Eintracht Frankfurt. El și-a făcut debutul într-un meci oficial pentru noua sa echipă la 28 noiembrie 2015, jucând în cele 90 de minute într-o înfrângere scor 1-2 în deplasare împotriva lui Mainz 05. La 19 mai 2016, Gaćinović a marcat golul egalizator în prima etapă a play-off-ului de retrogradare din Bundesliga 2015-2016 împotriva Nürnbergului, dând o pasă decisivă la singurul gol marcat în retur, care i-a menținut pe cei de la Eintracht în Bundesliga.

## Cariera la națională
Gaćinović a jucat pentru Bosnia și Herțegovina la categoria sub 17 ani, înainte de a alege în cele din urmă să reprezinte Serbia la echipa națională sub 19 ani. El a făcut parte din echipa care a câștigat Campionatul European sub 19 ani din 2013. În plus, Gaćinović a marcat un golul egalizator împotriva Portugaliei în minutul 85 al semifinalei. A jucat, de asemenea, la Campionatul European de tineret sub 19 ani din 2014.
Ulterior, Gaćinović a reprezentat Serbia la Campionatul Mondial U-20 din 2015, câștigând medalia de aur.
A debutat pentru echipa națională mare la 24 martie 2017 împotriva Georgiei, înlocuindu-l pe Filip Kostić în minutul 81, și a marcat al treilea gol pentru Serbia în minutul 86. În mai 2018, el a fost numit în lotul lărgit al Serbiei pentru Campionatul Mondial din 2018 din Rusia, dar nu a fost păstrat în lotul final.

## Statistici privind cariera

### Club
Până în 18 mai 2019 
| Club                | Sezon         | Campionat | Campionat | Cupă    | Cupă   | Continental | Continental | Altele  | Altele | Total   | Total  |
| Club                | Sezon         | Meciuri   | Goluri    | Meciuri | Goluri | Meciuri     | Goluri      | Meciuri | Goluri | Meciuri | Goluri |
| ------------------- | ------------- | --------- | --------- | ------- | ------ | ----------- | ----------- | ------- | ------ | ------- | ------ |
| Voivodina           | 2012-2013     | 5         | 1         | 1       | 0      | 0           | 0           | -       | -      | 6       | 1      |
| Voivodina           | 2013-2014     | 20        | 0         | 4       | 1      | 3           | 0           | -       | -      | 27      | 1      |
| Voivodina           | 2014-2015     | 25        | 11        | 3       | 0      | 0           | 0           | -       | -      | 28      | 11     |
| Voivodina           | Total         | 50        | 12        | 8       | 1      | 3           | 0           | 0       | 0      | 61      | 13     |
| Eintracht Frankfurt | 2015-2016     | 7         | 0         | 0       | 0      | -           | -           | 2       | 1      | 9       | 1      |
| Eintracht Frankfurt | 2016-2017     | 28        | 2         | 6       | 0      | -           | -           | 0       | 0      | 34      | 2      |
| Eintracht Frankfurt | 2017-2018     | 30        | 1         | 4       | 3      | -           | -           | 0       | 0      | 34      | 4      |
| Eintracht Frankfurt | 2018-2019     | 28        | 0         | 0       | 0      | -           | -           | 8       | 2      | 36      | 2      |
| Eintracht Frankfurt | Total         | 92        | 3         | 10      | 3      | 0           | 0           | 10      | 3      | 123     | 10     |
| Total carieră       | Total carieră | 142       | 15        | 18      | 4      | 3           | 0           | 10      | 3      | 183     | 22     |

### Meciuri la națională
| Echipa națională a Serbiei | Echipa națională a Serbiei | Echipa națională a Serbiei |
| An                         | Meciuri                    | Goluri                     |
| -------------------------- | -------------------------- | -------------------------- |
| 2017                       | 5                          | 2                          |
| 2018                       | 6                          | 0                          |
| 2018                       | 2                          | 0                          |
| Total                      | 13                         | 2                          |

#### Goluri la națională
Din 2 septembrie 2017 
| Nr. | Dată              | Stadion                                        | Selecție | Adversar          | Scor | Rezultat | Competiție                                   |
| --- | ----------------- | ---------------------------------------------- | -------- | ----------------- | ---- | -------- | -------------------------------------------- |
| 1   | 24 martie 2017    | Boris Paichadze Dinamo Arena, Tbilisi, Georgia | 1        | Georgia           | 3 -1 | 3-1      | Calificările la Campionatul Mondial din 2018 |
| 2   | 2 septembrie 2017 | Stadionul Partizan, Belgrad, Serbia            | 2        | Republica Moldova | 1 -0 | 3-0      | Calificările la Campionatul Mondial din 2018 |

## Titluri

### Club
Voivodina
- Cupa Serbiei: 2013-2014

Eintracht Frankfurt
- DFB-Pokal: 2017-2018

### Internațional
Serbia
- Campionatul European sub 19 ani: 2013
- Campionatul Mondial FIFA U-20: 2015

### Individual
- Echipa sezonului în Superliga Sebiei: 2013-2014

Decorații
- Medalia de merit (Republica Srpska)[10]